# Jean-Nicolas Bassenge
Pour les articles homonymes, voir Bassenge.
Jean-Nicolas Bassenge ou Nicolas Bassenge, né le 24 novembre 1758 à Liège où il est mort le 16 juillet 1811, est un révolutionnaire liégeois, puis français.

## Biographie

### Jeunesse
Issu d'une famille de la haute bourgeoisie, il suit des études au collège de Visé, dirigé par des pères de l'Oratoire. En 1781, il fait paraître La Nymphe de Spa à l'abbé Raynal, épître dans laquelle il fait l'apologie de la philosophie des Lumières, qui lui attire toutes sortes de tracasseries, malgré la protection du Prince-évêque Velbrück. Fatigué des petites persécutions que lui valent ses vers, il part pour Paris, où il se lie avec les plus célèbres littérateurs de l'époque. Après la mort de son protecteur, des conflits surgissent entre le nouveau Prince-Évêque Hoensbroeck et le peuple de Liège. Mettant sa plume au service de ses concitoyens, il publie des brochures marquées par le patriotisme. Dans le même temps, il se consacre à l'histoire de sa patrie liégeoise, dont il donne des extraits dans ses Lettres à l'abbé de P... (1787-1789).

### Révolution liégeoise
Ardent défenseur des idées républicaines, il rentre dans sa ville natale, dès que la révolution liégeoise éclate en 1789, pour y soutenir les révoltés, et se fait élire député du tiers état aux conférences des trois ordres. Rapidement, il prend, avec Fabry et Chestret la tête des patriotes liégeois contre le Prince-évêque. Les États le chargent de plaider leur cause à la chambre impériale de Wetzlar, puis à Berlin et enfin au congrès de Francfort ; il échoue dans sa mission.
Il est chargé par la Société des amis de la liberté et de l'égalité de Liège, de rédiger un rapport sur la question de la réunion à la France où il se prononce pour l'affirmative.
En décembre 1790, les Autrichiens rétablissent le Prince-évêque à Liège. Exclu de l'amnistie, Bassenge doit, de nouveau, s'exiler en France, comme un grand nombre de ses concitoyens, menacés comme lui par un gouvernement impitoyable. À Paris, il est chargé de rédiger, puis de présenter à la Convention nationale, le vœu de réunion à la France de la Principauté de Liège. En 1791, il fait paraître à Sedan une Adresse à l'empereur Léopold II, au nom des Liégeois, dans laquelle il proteste contre la réaction et l'arbitraire à l'œuvre à Liège.
En 1792, il retourne à Liège avec les troupes françaises de Dumouriez qui libèrent la Principauté de Liège et les Pays-Bas autrichiens. Lorsque les troupes autrichiennes défont les Français à la bataille de Neerwinden, il doit une nouvelle fois s'exiler à Paris, jusqu'à ce que la Principauté de Liège soit définitivement intégrée à la France en 1795.

### Période française

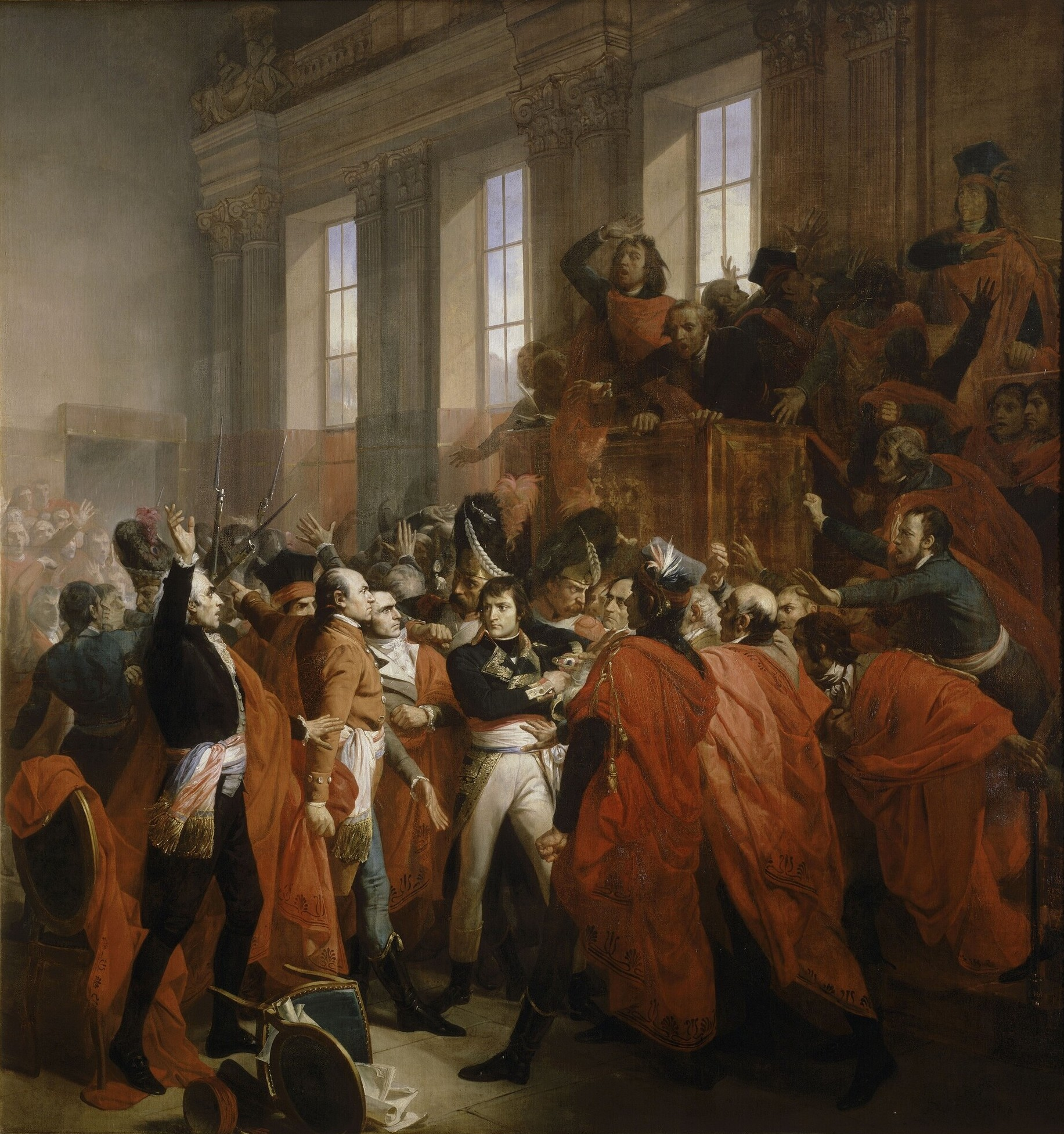
Le coup d'État de Bonaparte au Conseil des Cinq-Cents (10 novembre 1799)

Allié des Girondins, il est incarcéré lors de la Terreur. Menacé de perdre la vie, il bénéficie de l'intervention des exilés liégeois en sa faveur, qui obtiennent le soutien de Robespierre. Remis en liberté, il retourne à Liège où il devient Commissaire général du Directoire exécutif près de l'administration départementale de l'Ourthe. En 1798, il est élu pour représenter le département de l'Ourthe au Conseil des Cinq-Cents à Paris.
Comme beaucoup de républicains modérés, il favorise le Coup d'État du 18 brumaire, qui porte le général Bonaparte au pouvoir, et obtient de siéger au Corps législatif, sans avoir imaginé le despotisme qui allait en découler. Devant la monarchisation du régime, il défend ses idéaux républicains dans la Décade philosophique, littéraire et politique de Pierre-Louis Ginguené et d'Amaury Duval, avant de se retirer de la vie politique en 1802. Rentré dans sa ville natale, il est nommé conservateur de la bibliothèque municipale.
Il meurt célibataire le 16 juillet 1811, à l'âge de 52 ans. Membre de la Société d'émulation de Liège, son éloge funèbre est prononcé, le 12 septembre 1811, par son secrétaire perpétuel.
En 1822, ses amis Henkart et Regnier font paraître à Liège, sous le titre de Loisirs de trois amis, deux volumes de ses poèmes, comprenant des épîtres et des fables.
Son frère puîné fut également député au Conseil des Cinq-Cents, sous-préfet de Montmédy, dans la Meuse, et membre du Corps législatif.

## Hommage
La rue Bassenge à Liège lui rend hommage.

## Publication
- J. N. Bassenge, de Liège, à Publicola Chaussard, Sur ce qu'il dit dans ses Mémoires concernant la Belgique, du ci-devant Pays de Liège, Paris, an II, texte ici